# Parlamentsvalet i Nederländerna 2012
Parlamentsvalet i Nederländerna 2012 hölls i Nederländerna den 12 september 2012. De 150 platserna i Generalstaternas andra kammare var involverade i ett val baserat på proportionell representation av partierna.

## Bakgrund
Premiärminister Mark Ruttes regering föll efter att Partij voor de Vrijheid (PVV) som stödde regeringen i minoritet, vägrade ge sitt stöd till sanktioner av de åtstramningsåtgärder regeringen eftersträvade. Detta är det andra tidigarehållna parlamentsvalet i rad, sedan den tidigare regeringen under Jan Peter Balkenende föll år 2010, efter att den misslyckats med att ena parlamentet om International Security Assistance Force (ISAF) och dess insats Operation Enduring Freedom.

## Partier
Totalt sett deltog 21 partier i parlamentsvalet . Partiet Trots op Nederland (Stolt över Nederländerna), som bildades av den förra immigrationsministern Rita Verdonk, skulle först ha deltagit i valet men den 9 juni meddelade Hero Brinkman, tidigare medlem och parlamentsledamot för PVV, att hans nybildade parti OBP gick samman med Trots op Nederland och istället bildade det nya partiet Democratisch Politiek Keerpunt (DPK) som deltog i valet .

## Resultat
Valresultatet innebar en stor framgång för regeringspartiet Folkpartiet för frihet och demokrati som ökade med sex procentenheter och erhöll 10 nya mandat samtidigt som valet också innebar ett stort nederlag för det traditionellt dominerande regeringspartiet Kristdemokratisk appell som minskade från 13,7% till endast 8,5% och tappade 8 mandat. Även det socialdemokratiska Arbetarpartiet ökade från 19,6% till 24,7% och fick därmed 9 nya mandat i parlamentet. Geert Wilders parti PVV minskade från 15,5% till 10,1% och förlorade 9 mandat. Valet innebar också en framgång för det socialliberala D 66 som ökade med 1 procentenhet och fick två nya mandat. Socialistpartiet, som ett tag ledde opinionsmätningarna inför valet , minskade sitt väljarunderlag med 0,2 procentenheter och fick därmed oförändrad mandattilldelning.   
Efter en regeringsombildning, vilket resulterade i en koalition med Arbetarpartiet, kunde Rutte fortsätta som premiärminister.